# Betsy Ross

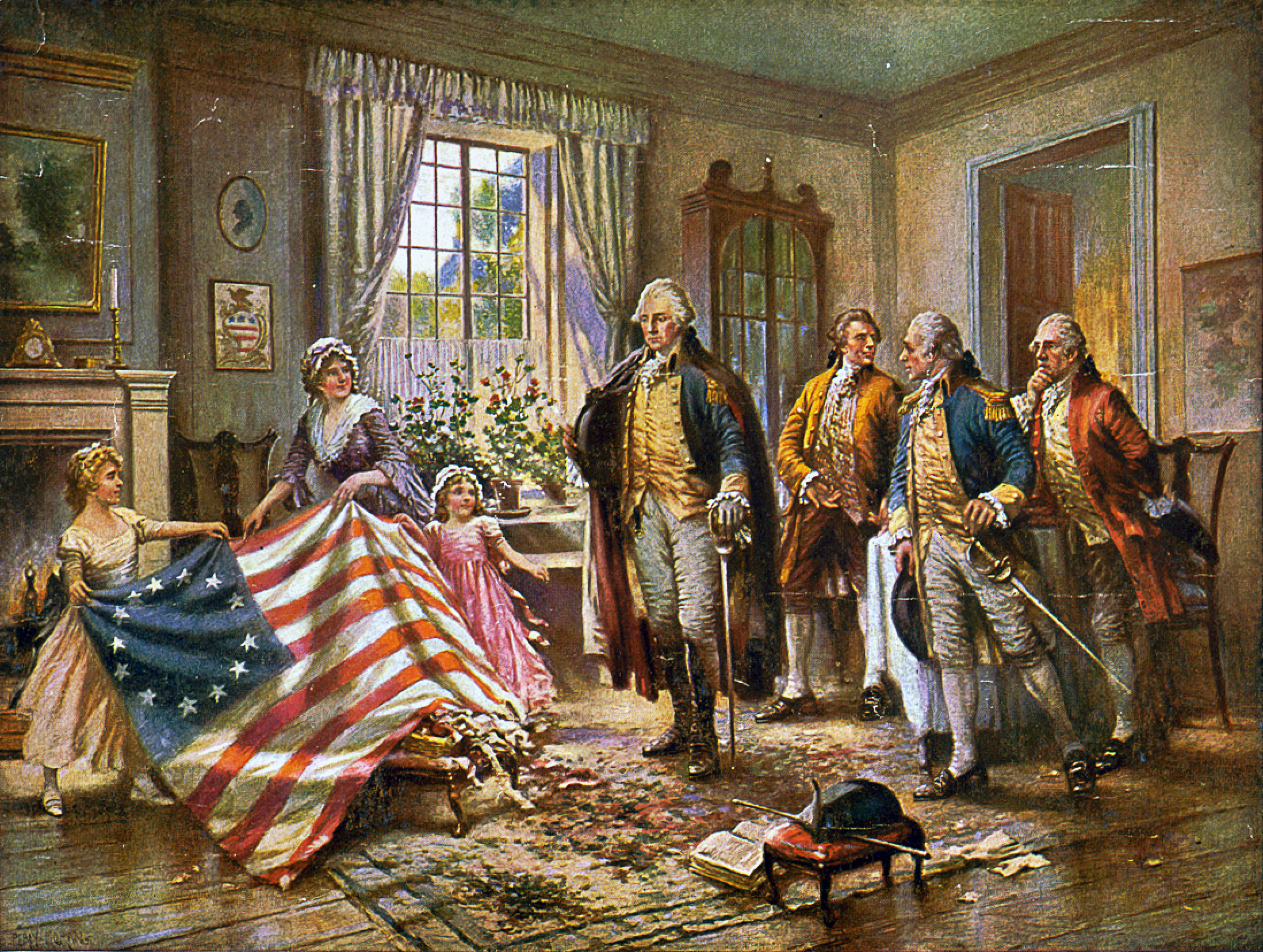
Betsy Ross i dwójka dzieci prezentują flagę przed Jerzym Waszyngtonem. Edward Percy Morgan

Według legendy, gwiazdki ułożone były w okręgu. Nawet jeśli Kongres rozważał taki projekt, nie zatwierdzono go ani w czasach Betsy, ani nigdy kiedykolwiek później.

Betsy Ross właściwie Elizabeth Ross (ur. 1 stycznia 1752, zm. 30 stycznia 1836) – ikona legend amerykańskiej rewolucji. Była szwaczką zamieszkałą w Filadelfii. W wielu podręcznikach historii przeczytać można, że uszyła amerykańską flagę dla generała George’a Washingtona. W rzeczywistości to nieprawda, bardzo dobrze rozreklamowana przez jej wnuka. Nawet jeśli rzeczywiście znała Jerzego Waszyngtona, sztandar nie mógł być gwiaździsty. Kanton dodano po uzyskaniu niepodległości.